# 馬哈林齊 (舊康斯坦丁諾夫區)
49°49′45″N 27°37′32″E / 49.82917°N 27.62556°E
馬哈林齊（烏克蘭語：Махаринці）是位於烏克蘭西部的村莊，由赫梅利尼茨基州裡赫梅利尼茨基區的舊奧斯特羅皮利市鎮負責管轄。該村處於波皮夫卡河畔，面積1.02平方公里，海拔高度256米，2001年人口247。